# Sciades subfasciatus
Sciades subfasciatus är en skalbaggsart som först beskrevs av Schwarzer 1925.  Sciades subfasciatus ingår i släktet Sciades och familjen långhorningar.
Artens utbredningsområde är Taiwan. Inga underarter finns listade i Catalogue of Life.